# Тальбяяха (приток Нганорахаяхи)
Тальбяяха (устар. Тальбей-Яха) — река в России, протекает по Ямало-Ненецкому АО. Устье реки находится в 3 км от устья реки Нганорахаяха по левому берегу. Длина реки составляет 31 км.

## Данные водного реестра
По данным государственного водного реестра России относится к Нижнеобскому бассейновому округу, водохозяйственный участок реки — Обь от города Салехард и до устья, речной подбассейн реки — бассейны притоков Оби ниже впадения Северной Сосьвы. Речной бассейн реки — (Нижняя) Обь от впадения Иртыша.
Код объекта в государственном водном реестре — 15020300212115300034463.